# Pamela Colman Smith
Pamela Colman Smith (16 febbraio 1878 – 18 settembre 1951) è stata un'artista e illustratrice britannica.

## Biografia
Nacque nel Middlesex, Inghilterra, da genitori statunitensi. La sua infanzia la passò tra Londra, New York e Kingston in Giamaica.
Durante l'adolescenza viaggiò attraverso l'Inghilterra con la compagnia di Ellen Terry e Henry Irving. In seguito si diplomò in arte formale all'istituto Pratt di Brooklyn, nel 1897. Nonostante fosse di sangue americano tornò in Inghilterra dove divenne scenografa teatrale e illustratrice di molti libri e poster. Intorno al 1903 si unì all'ordine dell'Alba Dorata (Golden Dawn) e iniziò a dipingere le visioni che le arrivavano mentre ascoltava la musica.
Nel 1909 realizzò 78 figure allegoriche, incluse tutte le scene, dipinte su descrizione di Arthur Edward Waite come un completo mazzo di tarocchi. I dipinti pubblicati dalla Rider and Son, prendono ampio spunto dalle carte Sola Busca, soprattutto per quello che riguarda gli Arcani Minori. Nonostante le mostre occasionali e le critiche favorevoli ricevute le basse vendite delle sue opere e i rifiuti delle case editrici le lasciarono una profonda depressione.
Smith non si sposò e morì senza eredi il 18 settembre del 1951, povera e infelice. Gran parte dei suoi lavori non furono più ritrovati.
Pamela Coleman Smith sarebbe potuta cadere nel dimenticatoio se non fosse per le settantotto carte dei tarocchi conosciute come Rider-Waite.